# Anders Wiman (matematiker)
Anders Wiman, född den 11 februari 1865 i Hammarlöv, Malmöhus län, död den 13 augusti 1959 i Lund, var en svensk matematiker och universitetslärare.
Wiman blev student 1885, filosofie doktor 1893 och docent i matematik 1892, allt vid Lunds universitet. År 1901 blev han extra ordinarie och 1906 ordinarie professor i matematik vid Uppsala universitet. 
Wiman behandlade i sina första arbeten företrädesvis geometriska problem. Efter detta arbetade han mest med frågor av algebraisk natur, framför allt gruppteori och teorin för de genom radikaler lösbara ekvationerna och ägnade sig senare i första hand åt teorin för de analytiska funktionerna. En av de viktigaste satserna inom teorin för hela funktioner bär hans namn, Wimans sats. 
Wiman var en mycket framstående akademisk lärare, och var bland annat handledare till Arne Beurling. Han var ledamot av Fysiografiska sällskapet i Lund (1900), Kungliga Vetenskaps-Societeten i Uppsala (1903) och Vetenskapsakademien (1905).